# Bill Baddeley
 William Pye Baddeley  (1914-1998) fue el Dean de Brisbane desde 1958 a 1967.

## Biografía
Nació en Shropshire en 1914, hermano de Hermione Baddeley y de Angela Baddeley; fue educated en la Durham University. Luego de un periodo de estudios en la Ripon College Cuddesdon fue ordenado en 1946. 
Tras ese periodo de profundización de estudios en la Ripon College Cuddesdon, fue cura de St Luke, Camberwell y en St Anne, Wandsworth y pasó a tener incumbencias en Bournemouth y en St. Pancras antes de convertirse en Dean de Brisbane. 
Al retornar a Inglaterra fue Rector del St. James's, Piccadilly desde 1967 a 1980.
Falleció el 31 de mayo de 1998.
- Portal:Anglicanismo. Contenido relacionado con Anglicanismo.